# 프톨레마이오스 6세
프톨레마이오스 6세 필로메토르(Ptolemy VI Philometor, 고대 그리스어: Πτολεμαῖος Φιλομήτωρ, 기원전 186년 경 - 기원전 145년)는 프톨레마이오스 왕조의 파라오이다. 기원전 180년부터 기원전 145년까지 이집트를 통치했다.

## 생애
프톨레마이오스 6세는 기원전 180년, 6세의 나이에 왕위를 이어 어머니 클레오파트라 1세가 사망하는 기원전 176년까지 공동으로 통치를 실시했다. 이듬해 그는 여동생 클레오파트라 2세와 결혼했다.
기원전 170년, 안티오코스 4세는 제6차 시리아 전쟁을 일으키며 두 차례에 걸쳐 이집트를 침공했다. 그는 기원전 168년에 왕위를 선언했지만, 로마 원로원의 승인을 얻지 못했다.
기원전 169년부터 기원전 164년까지 이집트에서 프톨레마이오스 6세, 여동생 왕후 클레오파트라 2세, 동생 프톨레마이오스 8세에 의한 삼두정치가 이루어졌다. 기원전 164년, 그는 동생에게 쫓겨나 로마의 대 카토에게 도움을 요청했다. 그는 이듬해 왕위를 회복했다.
기원전 152년, 그는 짧은 기간 아들 프톨레마이오스 에우파토르와 공동 통치를 실시했지만, 그해에 프톨레마이오스 에우파토르가 죽은 것으로 간주되고 있다.